# Jagny-sous-Bois
Jagny-sous-Bois  est une commune française située dans le département du Val-d'Oise, en région Île-de-France.
Ses habitants sont appelés les Johannisiens.

## Géographie

### Description
Jagny-sous-Bois est une commune du Pays de France, située à 2,5 km à l'est de la RD 316 (ancienne route nationale 16), près du bourg de Luzarches, à 26 km à vol d'oiseau au nord-nord-est de Paris.
Elle est incluse dans le périmètre du parc naturel régional Oise-Pays de France.

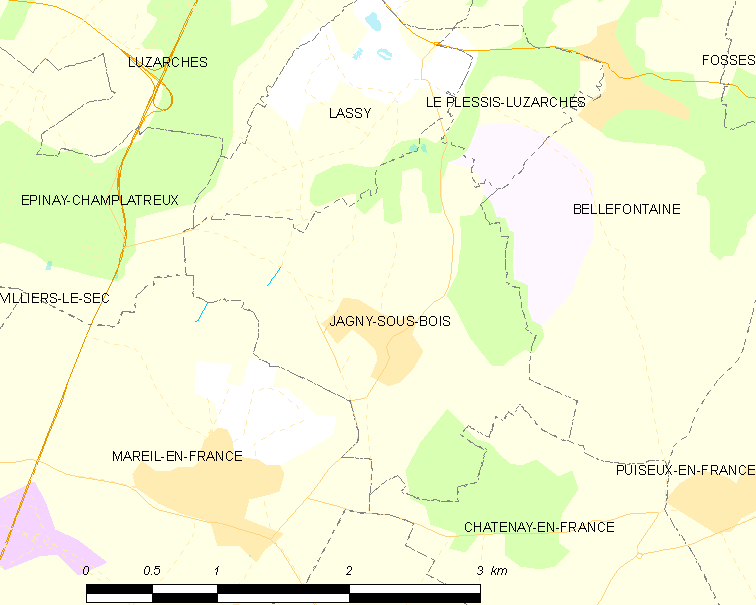
Carte de la commune.
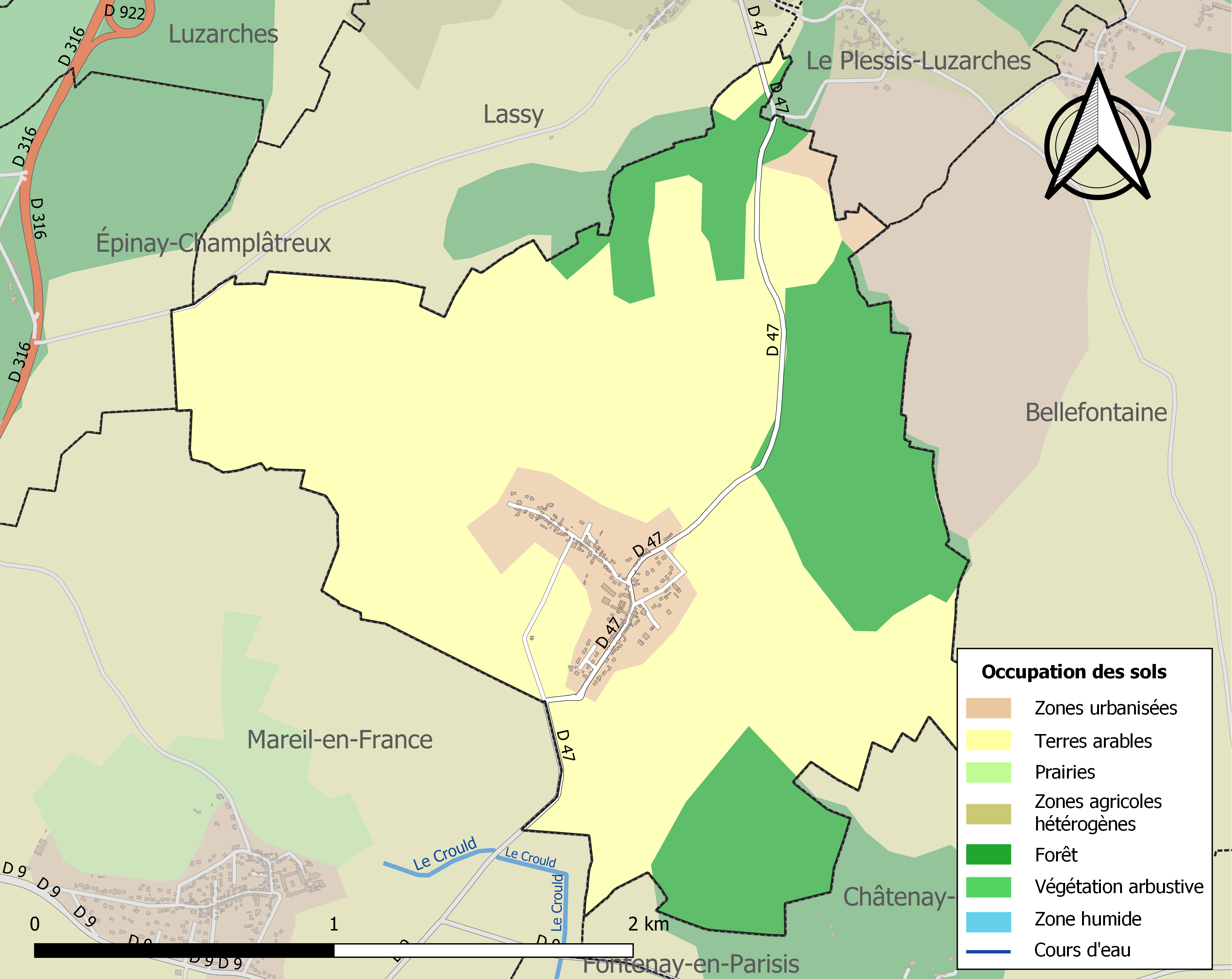
Occupation des sols.

### Communes limitrophes
Jagny compte six communes limitrophes. Mareil-en-France arrive jusqu'au coude de la RD 47 à l'entrée sud du village, près de la tour. À son tour, Jagny s'approche de 350 m du château de Châtenay-en-France et de l'église de Lassy, et de 130 m seulement du cimetière du Le Plessis-Luzarches. La petite commune voisine d'Épinay-Champlâtreux ne côtoie le territoire communal de Jagny que sur 400 m. Avec ses 4,18 km2, le territoire communal est plus petit que celui de Mareil (7 km2) et de Bellefontaine (7,53 km2), mais plus étendu que celui des quatre autres communes limitrophes (entre 0,9 km2 et 3,56 km2).
|                     | Lassy           | Le Plessis-Luzarches |
| Épinay-Champlâtreux | Jagny-sous-Bois | Bellefontaine        |
| Mareil-en-France    |                 | Châtenay-en-France   |

### Géologie et relief

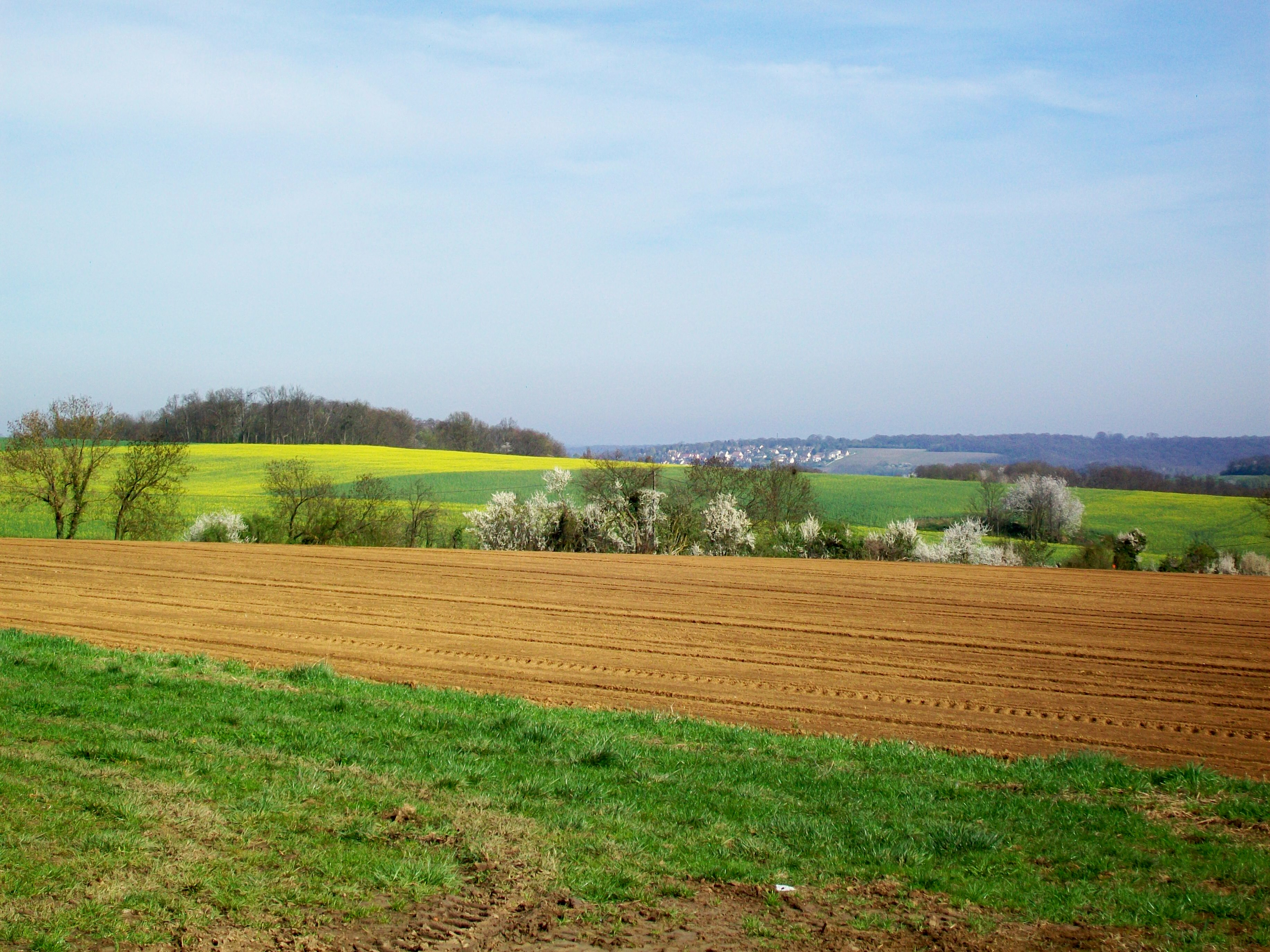
Vue depuis Jagny en direction de la vallée d'Ysieux.

Le village est bâti à une altitude variant entre 120 m et 130 m sur le flanc nord de la butte de Mareil-en-France et domine la vallée de l'Ysieux, dont le fond est à 58 m d'altitude au nord de Jagny-sous-Bois. De ce fait, une vue lointaine sur la forêt de Chantilly s'offre depuis les champs au nord du village. Le profil est varié et se caractérise par une succession de collines peu accentuées. Les bois privés et communaux sont nombreux à Jagny, dont notamment le bois de Jagny au nord-est, touchant à la RD 47, et le bois de Châtenay au sud-est, qui pour moitié environ se situe sur la commune de Jagny. La fruiticulture façonne toujours le paysage autour du village, avec les vergers à l'est et à l'ouest. Les cours d'eau sont complètement absents, mais des sources naturelles existent au nord et au sud de la commune, ainsi que deux mares.

### Climat
Pour des articles plus généraux, voir Climat de l'Île-de-France et Climat du Val-d'Oise.
En 2010, le climat de la commune est de type climat océanique dégradé des plaines du Centre et du Nord, selon une étude du CNRS s'appuyant sur une série de données couvrant la période 1971-2000. En 2020, Météo-France publie une typologie des climats de la France métropolitaine dans laquelle la commune est dans une zone de transition entre le climat océanique et le climat océanique altéré et est dans la région climatique Sud-ouest du bassin Parisien, caractérisée par une faible pluviométrie, notamment au printemps (120 à 150 mm) et un hiver froid (3,5 °C).
Pour la période 1971-2000, la température annuelle moyenne est de 10,7 °C, avec une amplitude thermique annuelle de 14,6 °C. Le cumul annuel moyen de précipitations est de 715 mm, avec 10,4 jours de précipitations en janvier et 8,2 jours en juillet. Pour la période 1991-2020, la température moyenne annuelle observée sur la station météorologique la plus proche, située sur la commune de Saint-Witz à 9 km à vol d'oiseau, est de 11,9 °C et le cumul annuel moyen de précipitations est de 676,8 mm,. Pour l'avenir, les paramètres climatiques de la commune estimés pour 2050 selon différents scénarios d'émission de gaz à effet de serre sont consultables sur un site dédié publié par Météo-France en novembre 2022.

## Urbanisme

### Typologie
Au 1er janvier 2024, Jagny-sous-Bois est catégorisée commune rurale à habitat dispersé, selon la nouvelle grille communale de densité à sept niveaux définie par l'Insee en 2022.
Elle est située hors unité urbaine. Par ailleurs la commune fait partie de l'aire d'attraction de Paris, dont elle est une commune de la couronne,. Cette aire regroupe 1 929 communes,.

### Voies de communication et transports

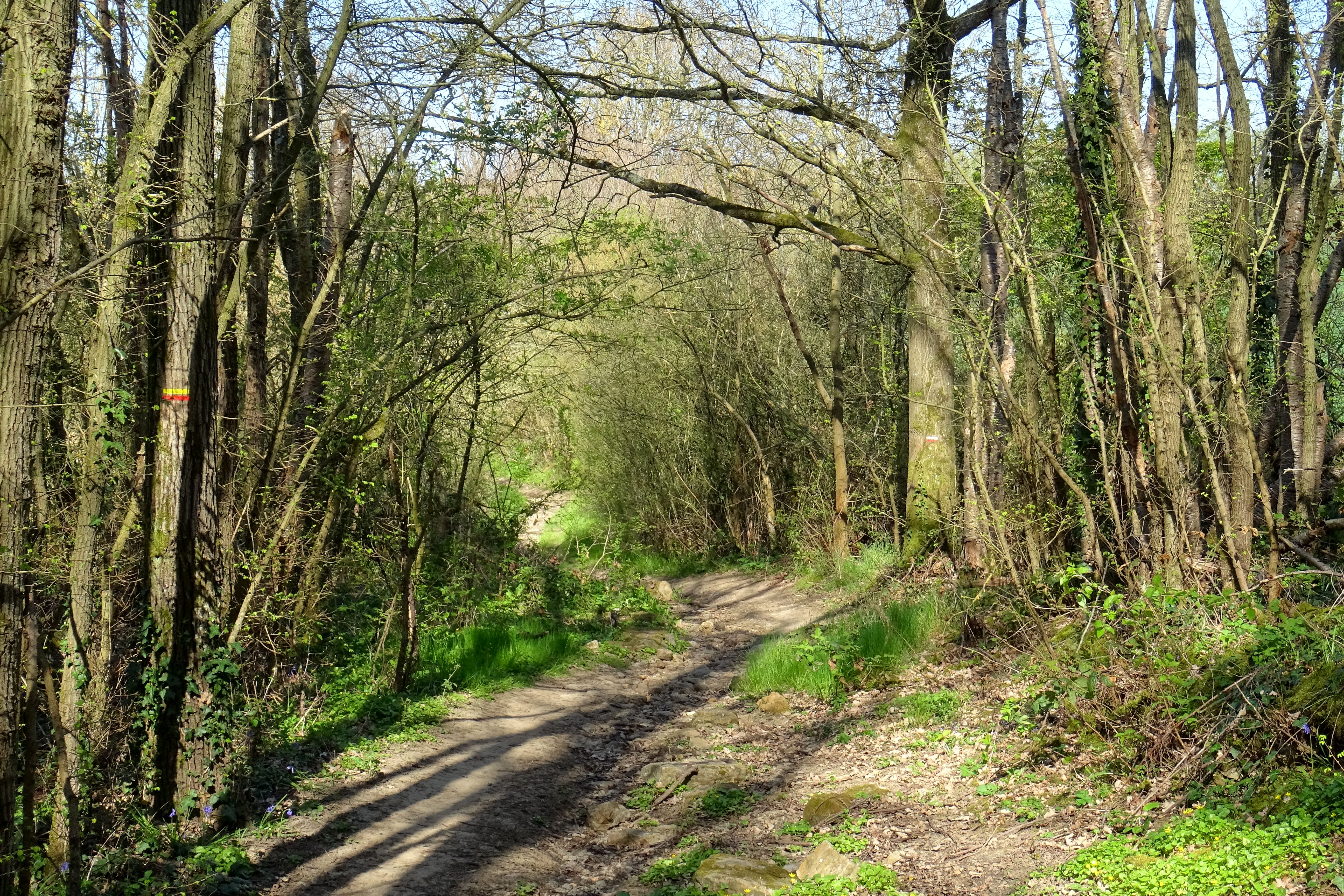
Le GR 655 / GRP de la Plaine de France sur sa section traversant Jagny-sous-Bois, vue vers le nord.

Le village est traversé par une seule route départementale, la RD 47, orientée dans un sens nord-sud, le reliant à l'ancienne RN 322'actuelle RD 922)  au nord et à la Francilienne au sud.
De nombreux chemins ruraux et le sentier de grande randonnée de pays de la Plaine de France (GRP) se prêtent à la pratique de la Randonnée pédestre, du VTT et du hippisme ; certains parmi eux sont balisés.
Sur le plan des transports en commun, Jagny est desservie par la ligne 95-10 du réseau de bus Haut Val-d'Oise, à raison de deux aller-retour du lundi au vendredi pour les gares de Louvres et de Goussainville, où la correspondance avec le RER D est établie.

## Toponymie
Johanniacum en 1224, Jehenniacum, Jehengniacum en 1227, Johangniacum, Johaniacum en 1230,  Gehenniacum en 1237, Gehenni en 1271, Jaigniacum en 1279, Gehenniacum, Jahenniacum, Jaagniacum, Jagniacum, Janiacum, Jaigny, Jahanni, Janni, Jagny en 1620.
Anciennement Jehan, du nom d'un seigneur du lieu Jehan Johaniacum.
Son nom proviendrait de l'anthroponyme latin Jovinius et du suffixe -iacum, domaine de.
Le village conserve le souvenir l'occupation du site à l'époque gallo-romaine  sur la région, Jagny, *Joviniacus.

## Histoire
Le village appartient à la seigneurie de Charles, comte de Flandre en 1346, des seigneurs de Corbie de la fin du XIVe au milieu du XVIe siècle, puis des Gesvres au début du XVIIe siècle et jusqu'à la Révolution française.

## Politique et administration

### Rattachements administratifs et électoraux
Jagny-sous-Bois fait partie de la juridiction d’instance de Gonesse (depuis la suppression du tribunal d'instance d'Écouen en février 2008), et de grande instance ainsi que de commerce de Pontoise,.

### Liste des maires
| Période                                  | Période  | Identité             | Étiquette | Qualité                        |
| ---------------------------------------- | -------- | -------------------- | --------- | ------------------------------ |
| Les données manquantes sont à compléter. |          |                      |           |                                |
| mars 2001                                | 2014     | Fernand Pantanella   |           |                                |
| 2014                                     | En cours | Jacqueline Hollinger |           | Réélu pour le mandat 2020-2026 |

## Population et société

### Démographie
L'évolution du nombre d'habitants est connue à travers les recensements de la population effectués dans la commune depuis 1793. Pour les communes de moins de 10 000 habitants, une enquête de recensement portant sur toute la population est réalisée tous les cinq ans, les populations de référence des années intermédiaires étant quant à elles estimées par interpolation ou extrapolation. Pour la commune, le premier recensement exhaustif entrant dans le cadre du nouveau dispositif a été réalisé en 2006.

En 2022, la commune comptait 272 habitants, en évolution de +5,43 % par rapport à 2016 (Val-d'Oise : +4 %, France hors Mayotte : +2,11 %).
| 1793 | 1800 | 1806 | 1821 | 1831 | 1836 | 1841 | 1846 | 1851 |
| ---- | ---- | ---- | ---- | ---- | ---- | ---- | ---- | ---- |
| 293  | 285  | 260  | 203  | 225  | 223  | 223  | 221  | 224  |

| 1856 | 1861 | 1866 | 1872 | 1876 | 1881 | 1886 | 1891 | 1896 |
| ---- | ---- | ---- | ---- | ---- | ---- | ---- | ---- | ---- |
| 201  | 206  | 228  | 213  | 231  | 203  | 192  | 199  | 217  |

| 1901 | 1906 | 1911 | 1921 | 1926 | 1931 | 1936 | 1946 | 1954 |
| ---- | ---- | ---- | ---- | ---- | ---- | ---- | ---- | ---- |
| 209  | 202  | 227  | 177  | 171  | 196  | 160  | 156  | 188  |

| 1962 | 1968 | 1975 | 1982 | 1990 | 1999 | 2006 | 2011 | 2016 |
| ---- | ---- | ---- | ---- | ---- | ---- | ---- | ---- | ---- |
| 184  | 195  | 183  | 179  | 218  | 224  | 257  | 250  | 258  |

| 2021 | 2022 | - | - | - | - | - | - | - |
| ---- | ---- | - | - | - | - | - | - | - |
| 272  | 272  | - | - | - | - | - | - | - |

### Enseignement
Les enfants de la commune sont scolarisés à l'école intercommunale Alain-Fournier du Plessis-Luzarches, géré par le Sipeaf, un syndicat de communes que Jagny-sous-bois souhaite, en 2019, quitter afin de ne pas avoir à financer les travaux d'extension de cet équipement, et d'éviter ainsi d'alourdir la fiscalité des habitants.

## Culture locale et patrimoine

### Lieux et monuments
Jagny-sous-Bois compte un  monument historique sur son territoire :
- L'église Saint-Léger, rue Faflot (classée monument historique par arrêté du 28 avril 1980[27])

C'est une église incomplète, qui a perdu sa nef rustique et sans intérêt architectural au milieu du XXe siècle, quand elle a été démolie en raison de son mauvais état. N'en reste que le mur du sud-est, qui relie le clocher de facture très simple à la partie subsistante de l'église. Il s'agit des deux travées droites du vaisseau central du chœur, accompagnées de deux collatéraux, et de l'abside polygonale. Cet ensemble achevé vers le milieu du XVIe siècle est très sobre à l'extérieur, mais l'intérieur montre tout le registre de la décoration Renaissance du meilleur niveau. Les dais des niches à statues de l'abside constituent une particularité que peu d'autres églises ne partagent.
Abastraction faite des détails sculptés, l'architecture elle-même est toujours de conception gothique flamboyante,, sans toutefois être achevés. Le chœur menace ainsi de s'effondrer à son tour. Les travaux de consolidation ne sont finalement exécutés qu'entre novembre 2005 et 2006, puis en 2013.
On peut également signaler : 
- La tour belvédère de l'ancien parc du château, à l'entrée sud du village par la RD 47

Tour octogonale accessible par un pont, puis par un escalier métallique extérieur. L'abri sur la plate-forme au sommet évoque la lanterne d'un phare. Aujourd'hui, la tour appartient à la commune, et un petit jardin public y a été aménagé.
- L'ancienne fontaine publique de 1898, rue du Gué

L'initiative de sa construction fut prise par le maire M. Lejonne, et l'architecte en fut M. Thireau. Le fronton fait mention de huit autres noms, qui correspondent sans doute à des donateurs. Le petit bâtiment est de plan semi-cylindrique, aplati du côté de la porte métallique donnant accès à l'eau. Ainsi la fontaine s'apparente par sa forme aux puits publics de la région.
L'eau est acheminée vers la fontaine par une canalisation afin d'approvisionner les 220 habitants de l'époque en eau potable. Elle a longtemps alimenté un lavoir municipal (encore présent au début des années 1960) où les femmes du village venaient laver leur linge.
- Le cimetière, toujours à son emplacement traditionnel au centre du village, sur un promontoire[29].

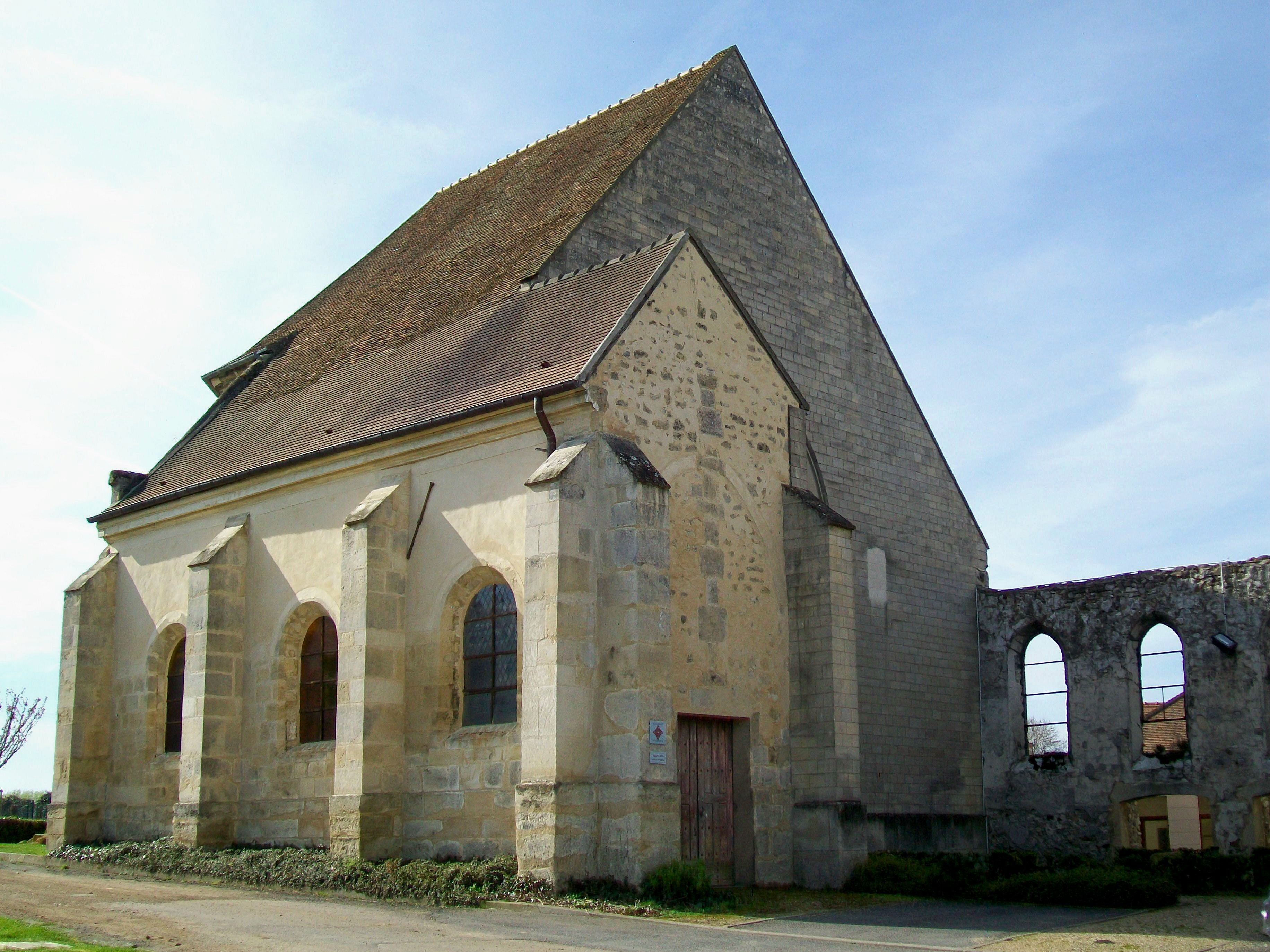
L'église depuis le nord-ouest : les trois premières travées de la nef sont ruinées.
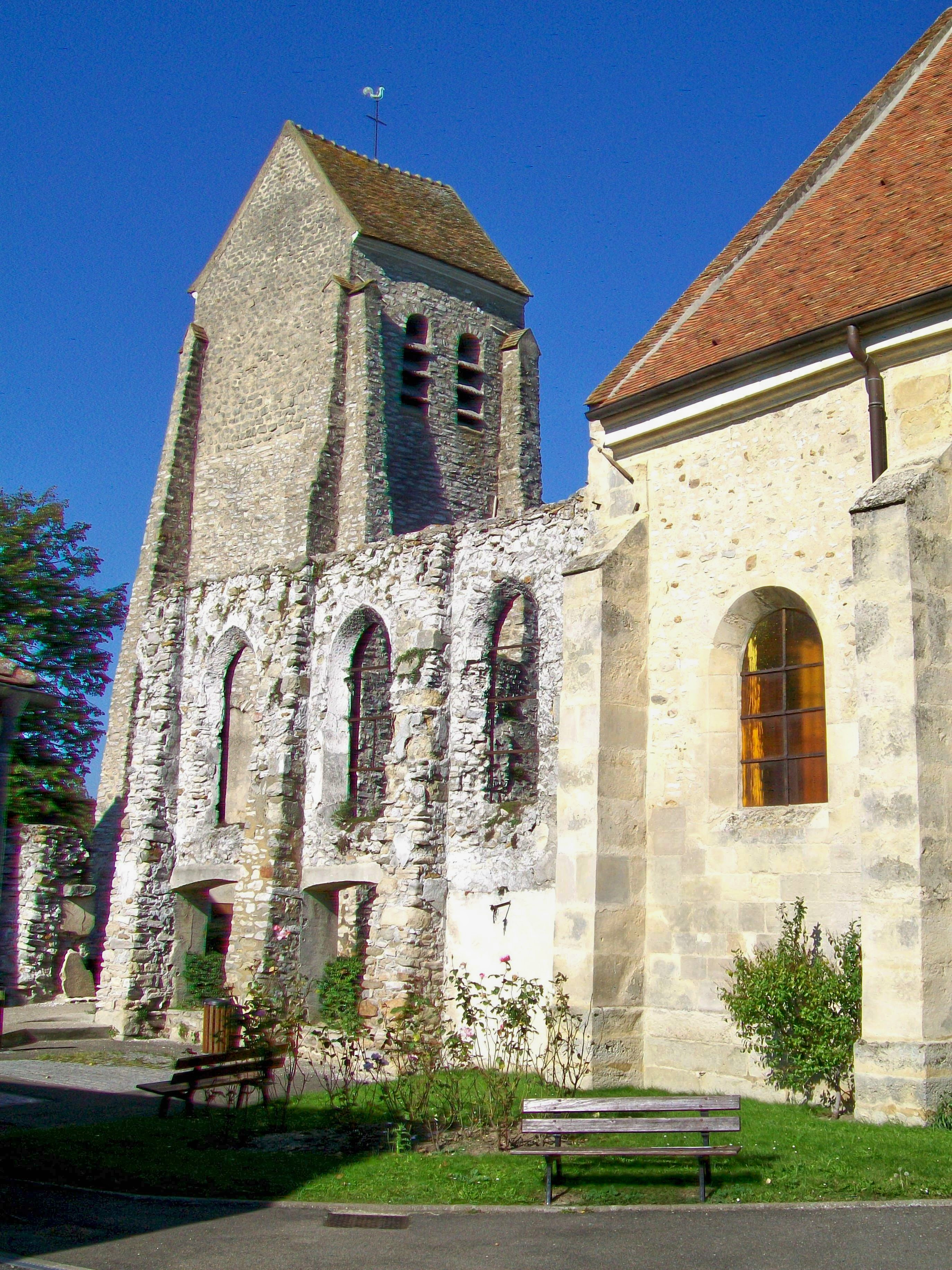
Clocher et mur sud de la nef ruinée de l'église Saint-Léger.
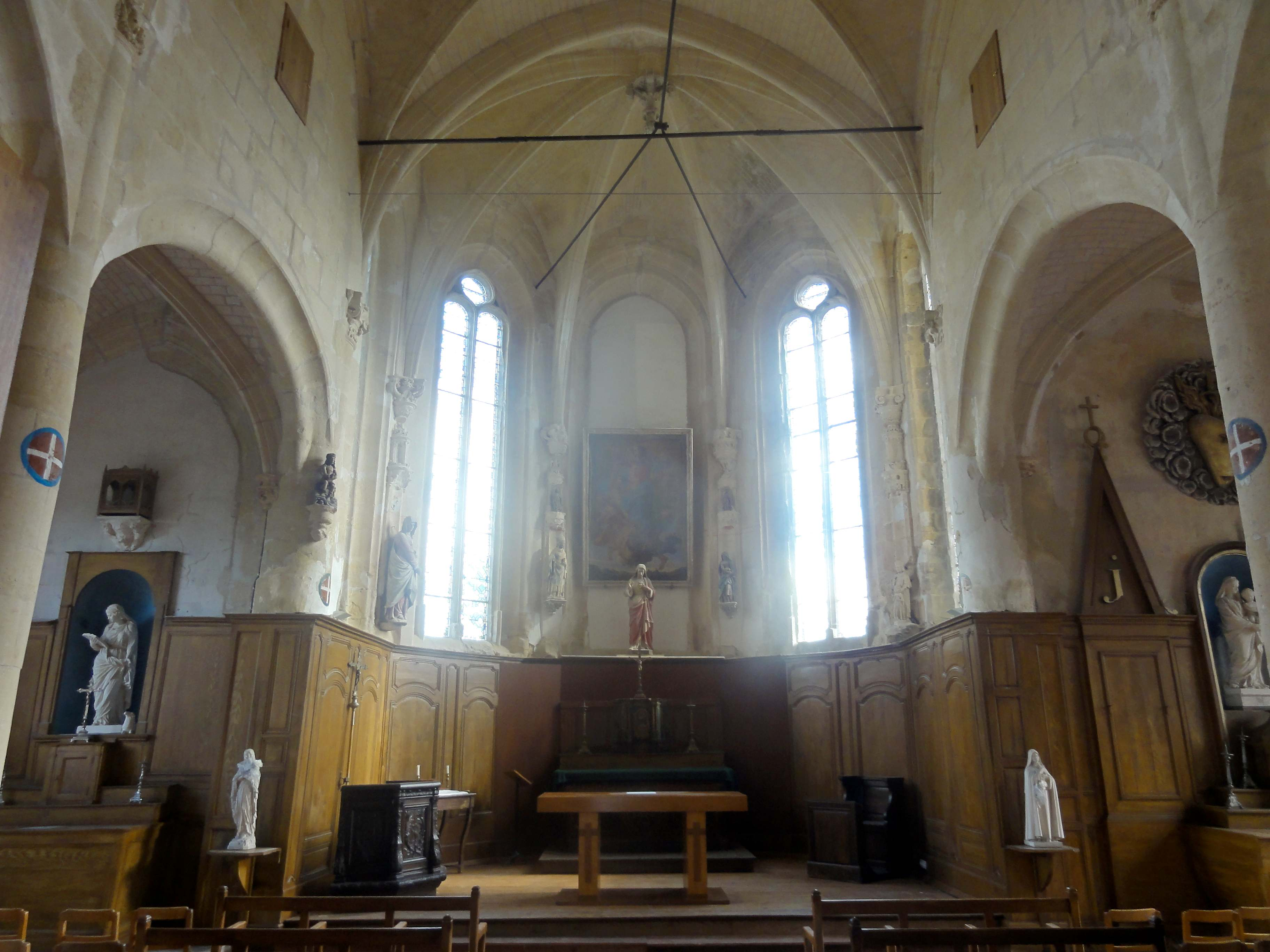
Le chœur de l'église.
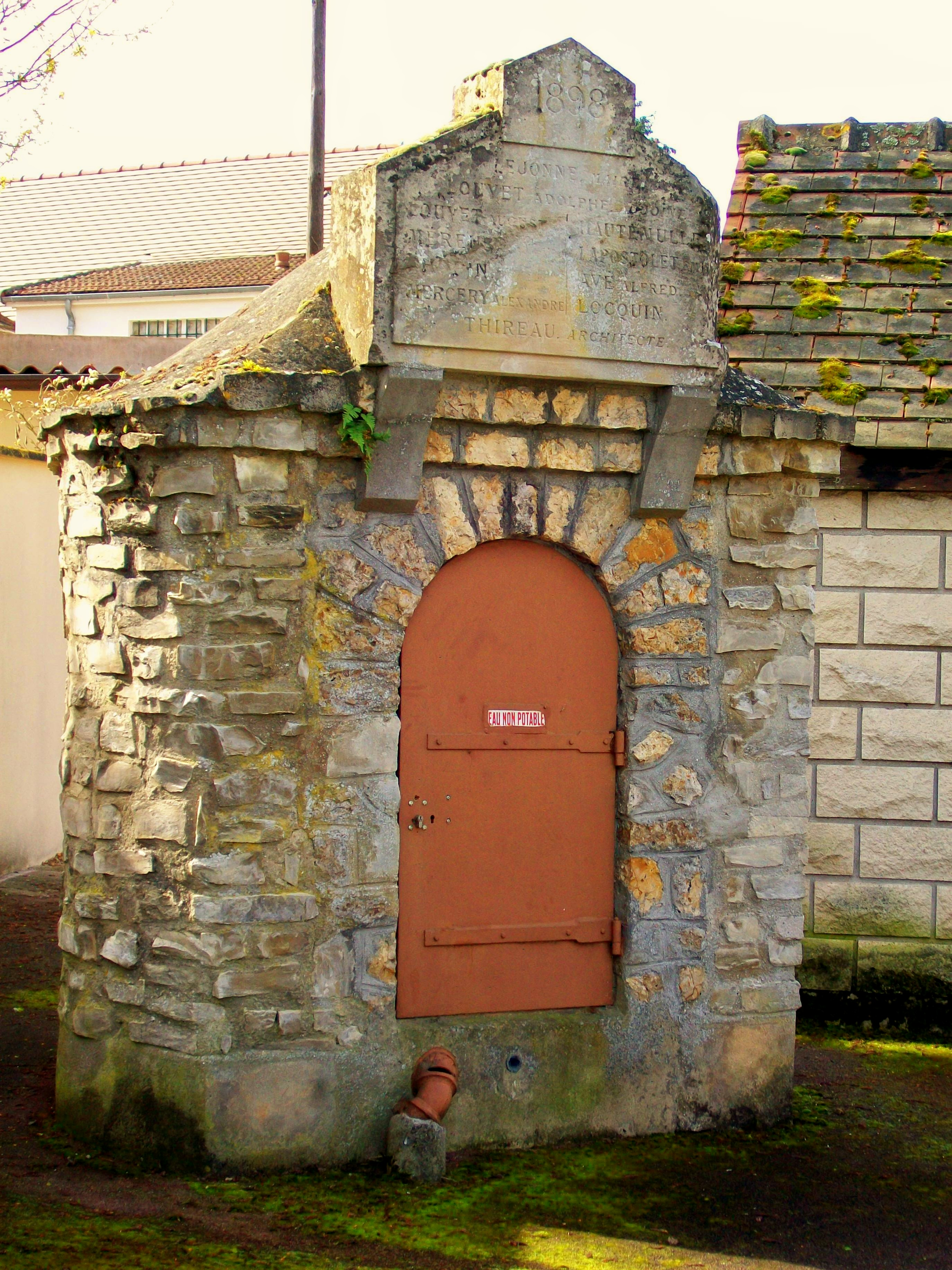
L'ancienne fontaine publique de 1898, rue du Gué.
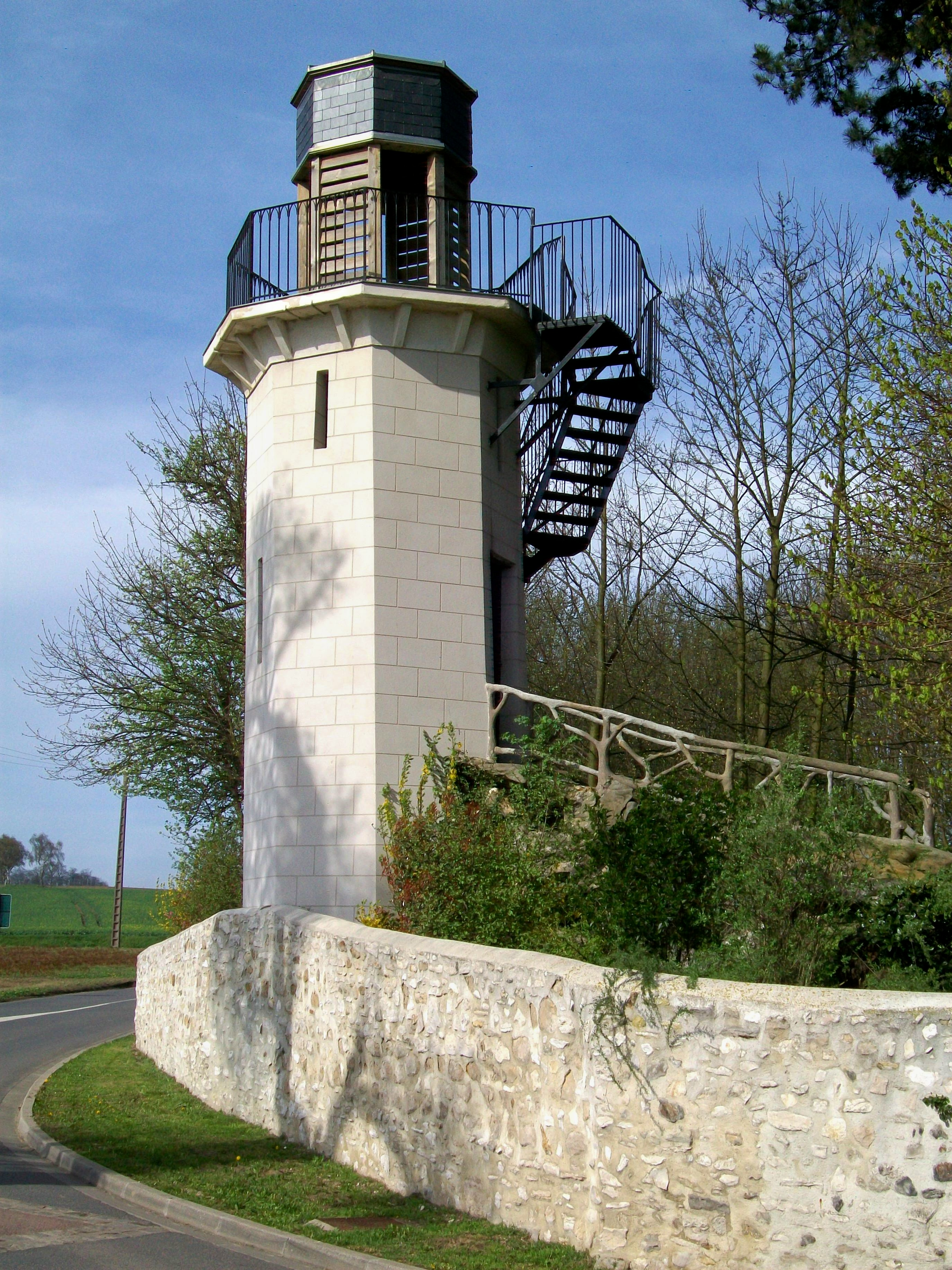
Belvédère de l'ancien parc du château.
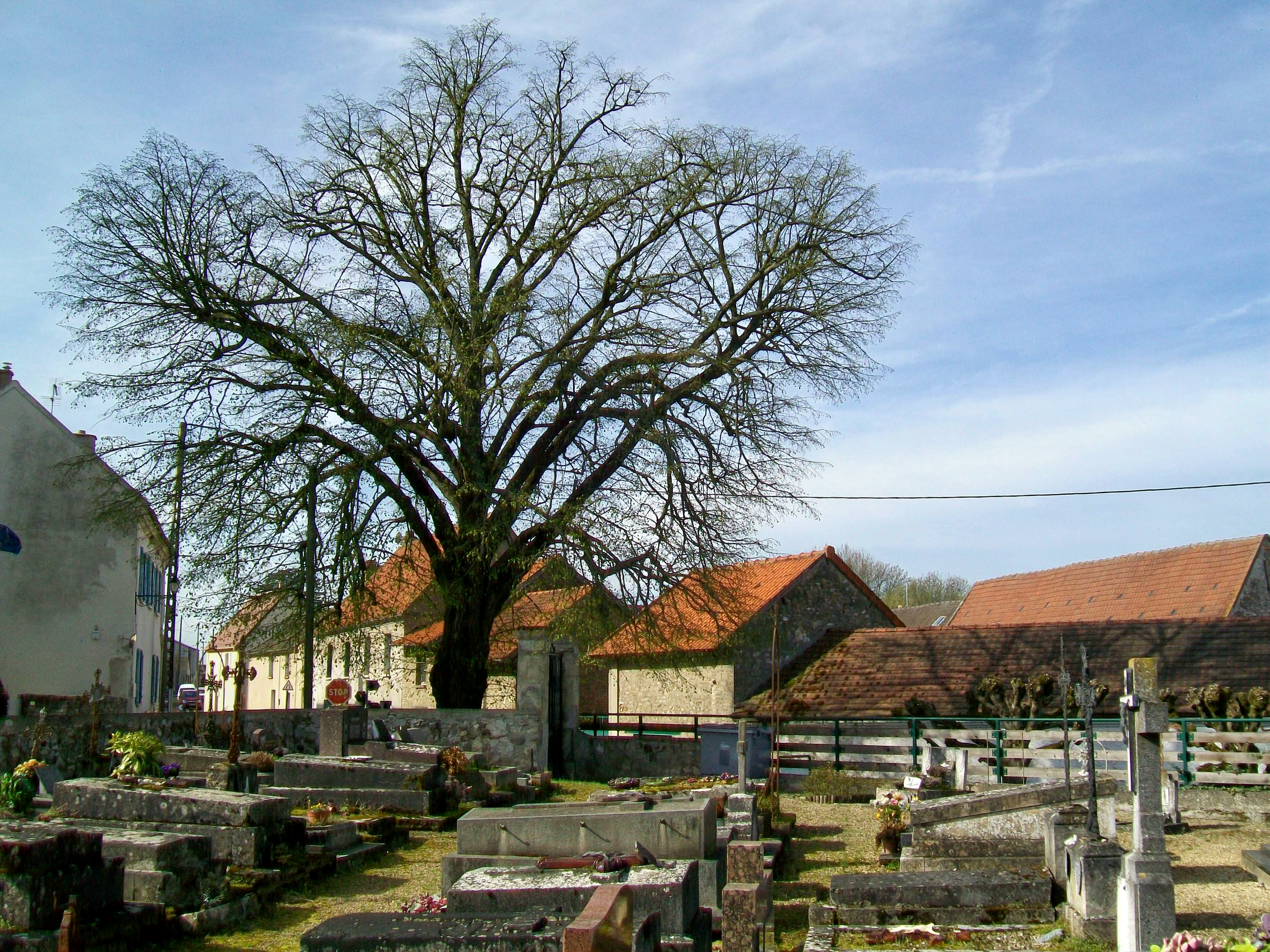
Le cimetière, au centre du village.

### Héraldique
| Blason de Jagny-sous-Bois | Blason  | Les armes de Jagny-sous-Bois se blasonnent ainsi : De gueules au rencontre de cerf d'argent accosté de deux fleurs de lys d'or, au chef cousu d'azur chargé de trois dextres apaumées d'or, au franc-canton échiqueté d'argent et d'azur de quatre tires |
| Blason de Jagny-sous-Bois | Détails | Le statut officiel du blason reste à déterminer. |